# Моріц Беньовський
Моріц Август, граф Беньовський (угор. Benyovszky Máté Móric Mihály Ferenc Szerafin Ágost, 20 вересня 1746, Врба — 23 березня 1786, Мадагаскар) — угорський дворянин польського і угорського походження. Був дослідником, письменником, самопроголошеним королем Мадагаскару, і військовослужбовцем у французькому, польському, австрійському і американському війську. Вважається національним героєм в Угорщині, Словаччині і Польщі.

## Ім'я
- Англійська: Maurice Augustus Count de Benyovszky
- Французька: Maurice Auguste Comte de Benyowsky
- Німецька: Moritz Augustus Graf Benyowsky
- Угорська: Gróf Benyovszky Móric Ágost
- Польська: Hrabia Maurycy August Beniowski
- Російська: Мориц Август Граф Бенёвский
- Словацька: Gróf Móric August Beňovský

## Біографія

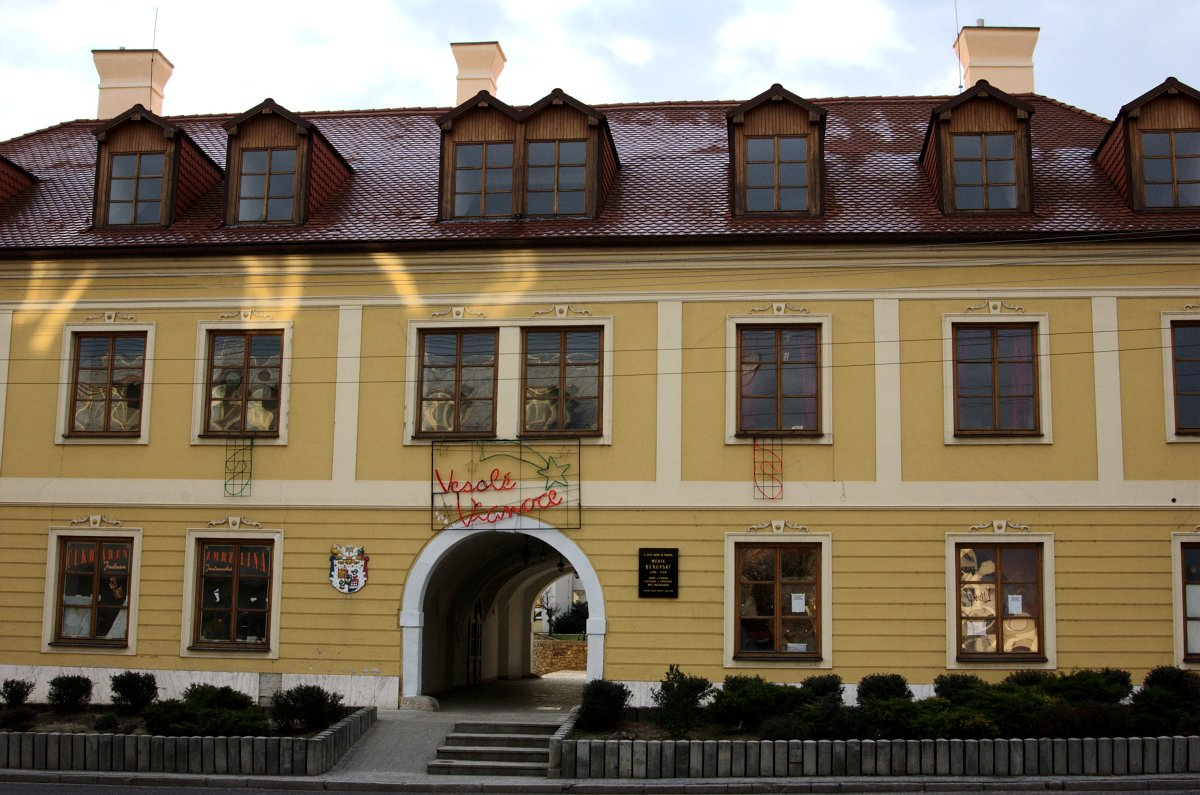
Родовий маєток, Врбове

Народився у 1746 році в містечку Врбове, західна Словаччина, де провів своє дитинство. Батько, Самуель Беньовський, був австрійським полковником словацького походження, мати — Розалія Ревай — донькою Спішського єпископа, з угорськими та словацькими батьками. Сім'я складалася з 13 осіб, в тому числі — трьох рідних сестер від першого шлюбу матері і однієї сестри від першого шлюбу батька. У ранньому дитинстві — 1752-го — мабуть, зламав ногу, через що до кінця свого життя кульгував. У 16-річному віці вступив на австрійську військову службу, брав участь у Семирічній війні (1756—1763), яку закінчив в чині гусарського капітана. Після війни 17-річний Моріц безуспішно намагався отримати спадщину (батько перед смертю заповів родовий маєток чоловікам своїх дочок). Норовливий син не змирився з останньою волею батька, і за допомогою вірних слуг вигнав сестер геть. Родичі домоглися заступництва імператриці Марії-Терезії. Звинувачений не тільки в «самоправстві», а й в «єресі», Беньовський був позбавлений спадщини і зник в Польщі, де у 1768 році приєднався до армії повстанців Барської конфедерації. Під час бойових дій добре проявив себе, зав'язав знайомство з Казимиром Пулаським і іншими діячами польського національного руху.

### Військова служба
Під час придушення повстання російськими військами Беньовський потрапив в полон, але був звільнений. Знову був узятий в полон та інтернований до Києва, а звідти у Казань, на постій до місцевого купця Віслогузова. В ніч на 7 листопада 1769 року Беньовський, разом з близьким приятелем, шведом Адольфом Вінбланом, втекли з Казані. Викравши документи і подорожню, вони змогли безперешкодно дістатися до Санкт-Петербурга. Там Беньовський спробував домовитися з капітаном голландського корабля, видавши себе за англійського матроса. Але гроші у втікачів вже закінчилися, а обережний голландець видав самозванців місцевій владі. У Петропавлівській фортеці Беньовський зустрівся зі слідчою комісією графа Паніна. З нього взяли підписку «ніколи не піднімати зброю проти Росії», а одного разу виїхавши, не повертатися. Однак, замість звільнення, 4 грудня 1769 року Беньовського і Вінблана посадили в сані і під конвоєм повезли у заслання на Камчатку, «щоб здобув там прожиток працею».
Подорож через всю Росію тривала близько 8 місяців. У Владимирі до них приставили поручика гвардії Панова, капітана Степанова, полковника артилерії Батурина. У Охотську засланців посадили на корабель «Святий Петро», навантажений товарами для Камчатки. Ще в порту у Беньовського виник задум захопити судно і повернути до берегів Японії. До заколоту вдалося залучити трьох матросів з засланців арештантів: Олексія Андреянова, Степана Львова, Василя Ляпіна і штурмана Максима Чуріна. Але корабель потрапив у сильний шторм. Втративши грот-щоглу, 12 вересня 1770 року «Святий Петро» прибув у Большерецький острог. В адміністративному центрі Большерецька був державний командирський будинок. Там перебувало кілька десятків засланців різних чинів і звань — від придворних і гвардійських офіцерів до майстрових і селян, які жили в умовах відносної свободи — на знімних квартирах.
Беньовський швидко став «своїм» в суспільстві засланців-старожилів. Особливо близько він зійшовся з гвардійським поручиком Петром Хрущовим, засланим за «образу величності». Оселився у нього. Хрущов розробляв план втечі з Камчатки на захопленому кораблі. Однак захопити корабель і непомітно вийти на ньому в море було неможливо.
Беньовський вніс в план Хрущова радикальні зміни: підняти повстання, заарештувати коменданта, нейтралізувати гарнізон, а вже потім підготувати корабель до плавання і вийти в море. Заколотники невтомно шукали однодумців серед засланців та місцевих жителів, проте поводилися вкрай обережно. Приятелі підтримували хороші стосунки з комендантом Ніловим — заходили в гості і давали уроки його синові. Капітан Нілов був непоганою людиною, але сильно пив і не надавав значення чуткам про підготовку втечі. Поступово Беньовському вдалося залучити до змови значну частину активного населення острогу — близько п'ятдесяти осіб, а також звіробоїв купця Холоділова. До змовників приєдналися місцеві жителі: священик Устюжанін з сином, козак Рюмін з дружиною, канцелярист Судейкин і багато інших.

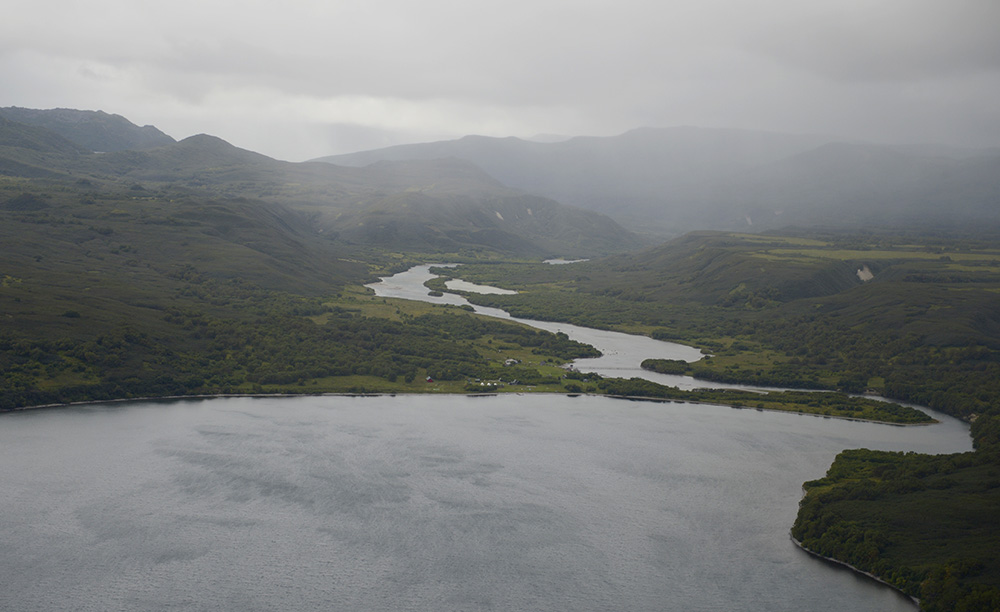
Сучасна Камчатка виглядає як і у XVII ст.

Людям заколотники казали, що «страждають за великого князя Павла Петровича». У збірнику «Російський архів» за 1885 рік сказано: «Беньовський показував якийсь зелений оксамитовий конверт, нібито за печаткою його високості, з листом до імператора римського про бажання вступити в шлюб з його дочкою».
Навесні 1771 року повстання було сплановане, бунтівники озброєні пістолетами з достатнім запасом куль і пороху. Напередодні бунту Нілову донесли про «заворушення», він негайно надіслав команду солдатів, аби заарештувати Беньовського, проте на цьому заспокоївся і знову напився. Засланці схопили і роззброїли солдатів. О третій годині ночі з 26 на 27 квітня 1771 повстанці увірвалися до будинку Нілова. Спросоння той схопив Беньовського за шийну хустку, і мало не задушив. На допомогу барону поспішив Панов і пострілом зі штуцера смертельно поранив Нілова в голову. Промисловці довершили вбивство. В ту ж ніч були захоплені канцелярія і склади, а Беньовський проголошений «командиром Камчатки». Большерецьк було узято без бою. Козак Черних сховався в своєму будинку і відстрілювався. Крім Нілова ніхто не постраждав.

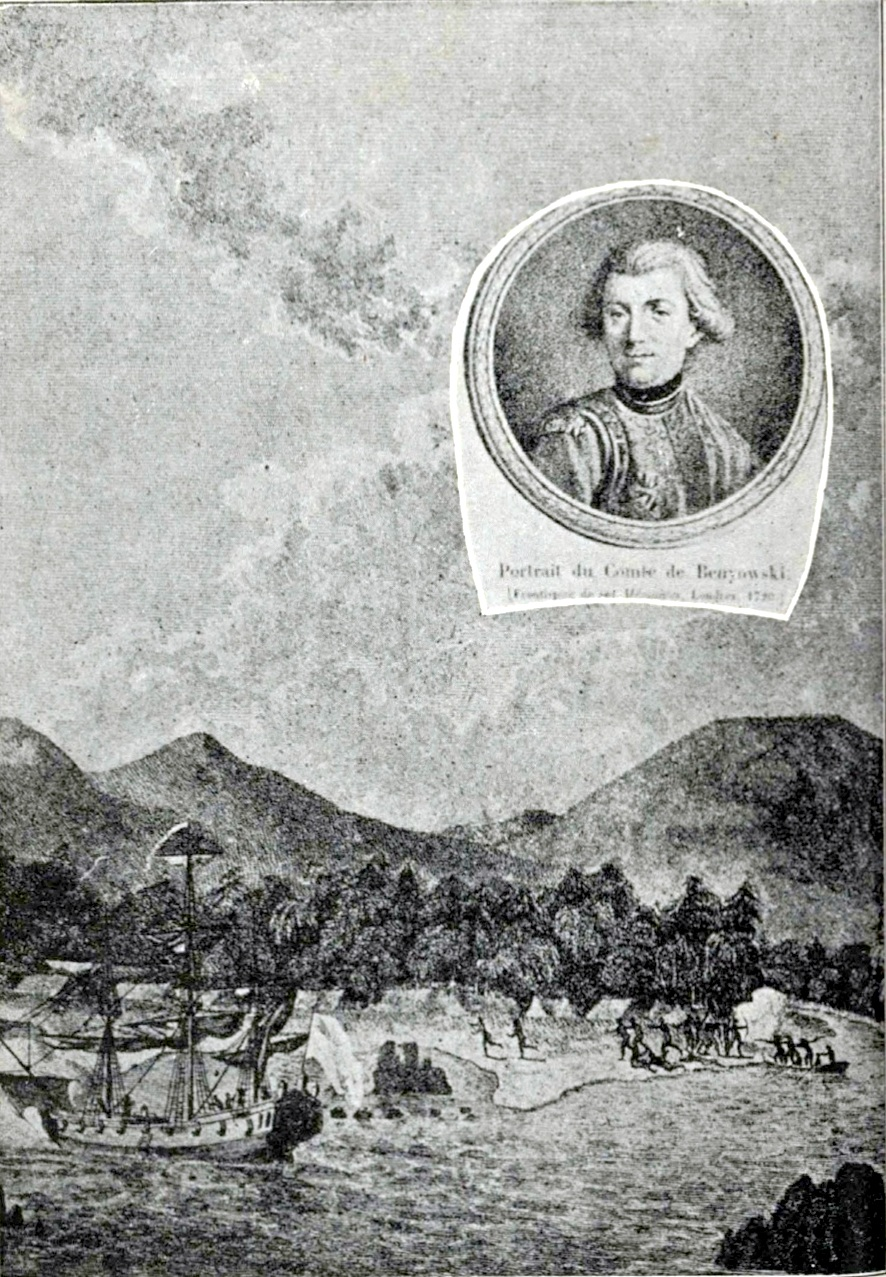
Беньовський в Китаї

Після похорону коменданта Нілова кожен з бунтарів присягнув на вірність «царевичу Павлу Петровичу». 29 квітня 1771 року на річці Великій побудували одинадцять великих поромів, повантажили на них гармати, зброю, боєприпаси, сокири, залізо, столярний, слюсарний, ковальський інструменти, різну матерію і полотно, гроші з канцелярії в срібних і мідних монетах, хутро, борошно, вино та ін. Того ж дня, о другій годині, пороми пішли вниз за течією в Чекавінську гавань, аби підготувати до плавання галіот «Святий Петро».
7 травня 1771 року галіот був готовий до відплиття. Але ще чотири дні не рушали в путь — Степанов і Беньовський від імені всіх змовників писали «Оголошення в Сенат», в якому говорилося про «беззаконня», що чинили в Росії імператриця Катерина, її двір і її фаворити. 11 травня «Оголошення» було оголошено для всіх і підписано грамотними за себе і своїх товаришів. У «Оголошенні» згадувалося про те, що «законний государ Павло Петрович» неправильно позбавлений престолу, над лихом російського народу і «несправедливості» розподілу суспільних благ, про «гніт самодержавства» і бюрократичного ладу, що заважає розвитку ремесел і торгівлі. Це «Оголошення» — унікальне спільне політичне звинувачення від імені дворянства і простого народу. Генерал-прокурор, отримавши це «Оголошення» за багато місяців, за дорученням Катерини II власноручно написав: «Цей пакет зберігати в Таємній експедиції і без дозволу її величності нікому не роздруковувати. Князь Вяземський». Вранці 12 травня «Святий Петро» вийшов в море і взяв курс на Курильські острови. На його борту було сімдесят осіб.
За п'ять днів «Святий Петро» зробив зупинку біля незалюдненого острова Курильської гряди. На ньому запаслися прісною водою, напекли хліба і зшили англійські і голландські прапори.
Переживши шторм, страждаючи від спеки і браку прісної води, галіот на початку липня досяг берегів Японії. Японці відбуксирували корабель в зручну бухту, привезли води і рису, але на берег не пустили. Втікачів дуже добре прийняли на острові Тана-Сима архіпелагу Рюкю. Там простояли майже місяць, відпочиваючи від важкого шляху.
16 серпня 1771 року галіот встав на якір біля острова Формоза (сучасний Тайвань). На наступний день частина екіпажу, не чекаючи неприємностей, вирушила на берег по воду. На березі на них напали. Були вбиті поручик Панов, матрос Попов і мисливець Логінов, кілька людей поранили стрілами. Беньовський наказав обстріляти з гармати село і потопити човни біля берега. Поховавши загиблих на тайванському березі, попливли далі.
Незабаром знову потрапили в шторм. 23 вересня 1771 року «Святий Петро» кинув якір у бухті Макао.
Беньовський завітав до губернатора колонії. Представився підданим польського короля Станіслава II. Губернатор повірив, запропонував росіянам на час окремий будинок, познайомив Беньовського з місцевими судновласниками і купцями. За продане хутро купили їжі, змінили зношений одяг. Перебування в Макао виявилося важким випробуванням. Різка зміна клімату і виснажливий морський перехід послабили імунітет росіян, хвороби забрали п'ятнадцять життів. 16 жовтня 1771 помер штурман. Беньовський проводив час у губернатора.
Барон продав пошарпаний «Св. Петро» разом з вантажем та майном. Дізнавшись про це, втікачі обурилися. Беньовський поспішив залишити Макао. Сіли на китайські джонки, дісталися до Кантона, де чекали зафрахтовані французькі кораблі «Дофін» і «Ляверді». 16 березня 1772 року кораблі прийшли на Маврикій, запаслися водою. У французьких володіннях Беньовський відчував себе в безпеці — Франція в ті роки була з Росією в поганих відносинах. Беньовський зустрічався з французьким губернатором, і той розповідав йому про Мадагаскар. Можна припустити, що саме ці бесіди визначили всю подальшу долю невгамовного шукача пригод.
7 липня 1772 року колишні камчатські заколотники дісталися до Франції і зійшли на берег в місті Порт-Луї З 70 осіб, що відпливли з Камчатки, до Франції дісталося 37 чоловіків і 3 жінки.

### Колонізація Мадагаскару

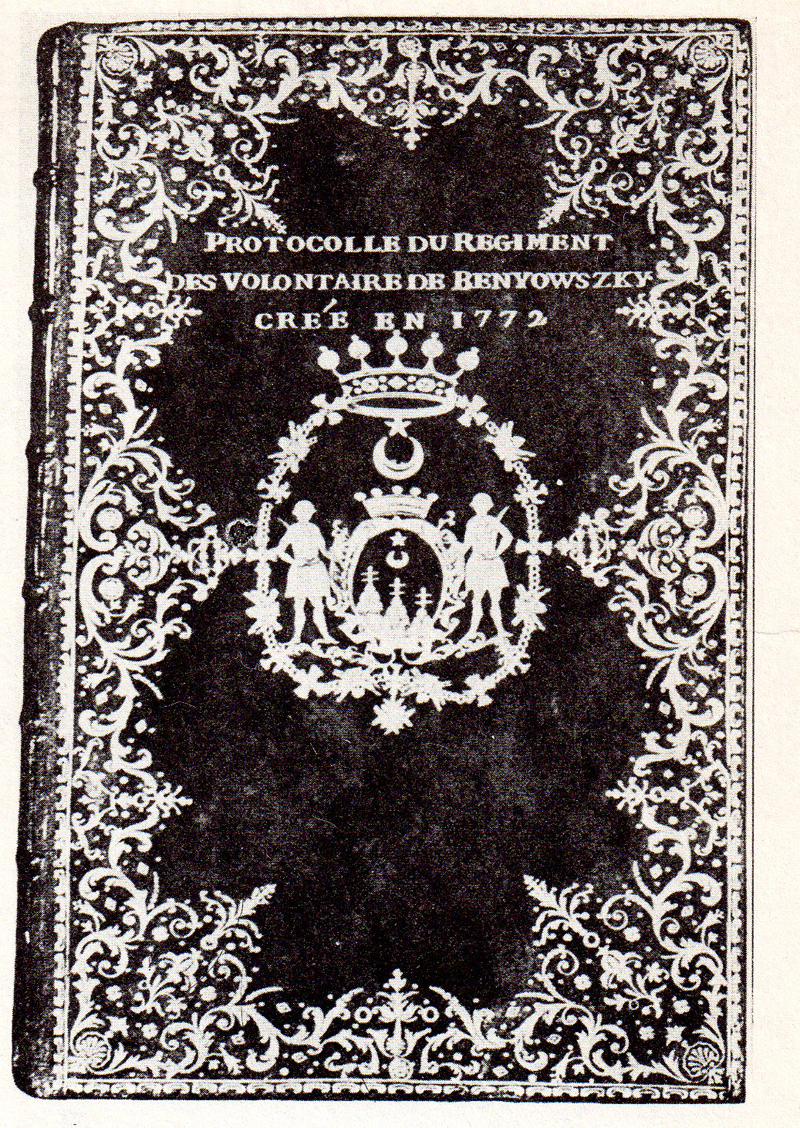
Protocolle Du Regiment Des Volontaire De Benyowszky, 1772

Беньовський покинув своїх супутників та поїхав до Парижа. Там він став популярною фігурою в аристократичних салонах — романтичним героєм і «славним мандрівником», який втік зі «страшного Сибіру». Природною реакцією була пропозиція вступити на французьку службу. Беньовський виступає з проектом завоювання Алеутських, Курильських островів, а також Формози. Але міністр закордонних справ і морський міністр запропонували графу очолити іншу експедицію — на Мадагаскар. Беньовський охоче погодився і повернувся в Порт-Луї. Останні збори втікачів були коротким. 11 чоловік вирішили залишитися з капітаном — семеро робітників, прикажчик Чулошников, матроси Потолов та Андреянов з дружиною, учень Беньовського Ваня Устюжанін.

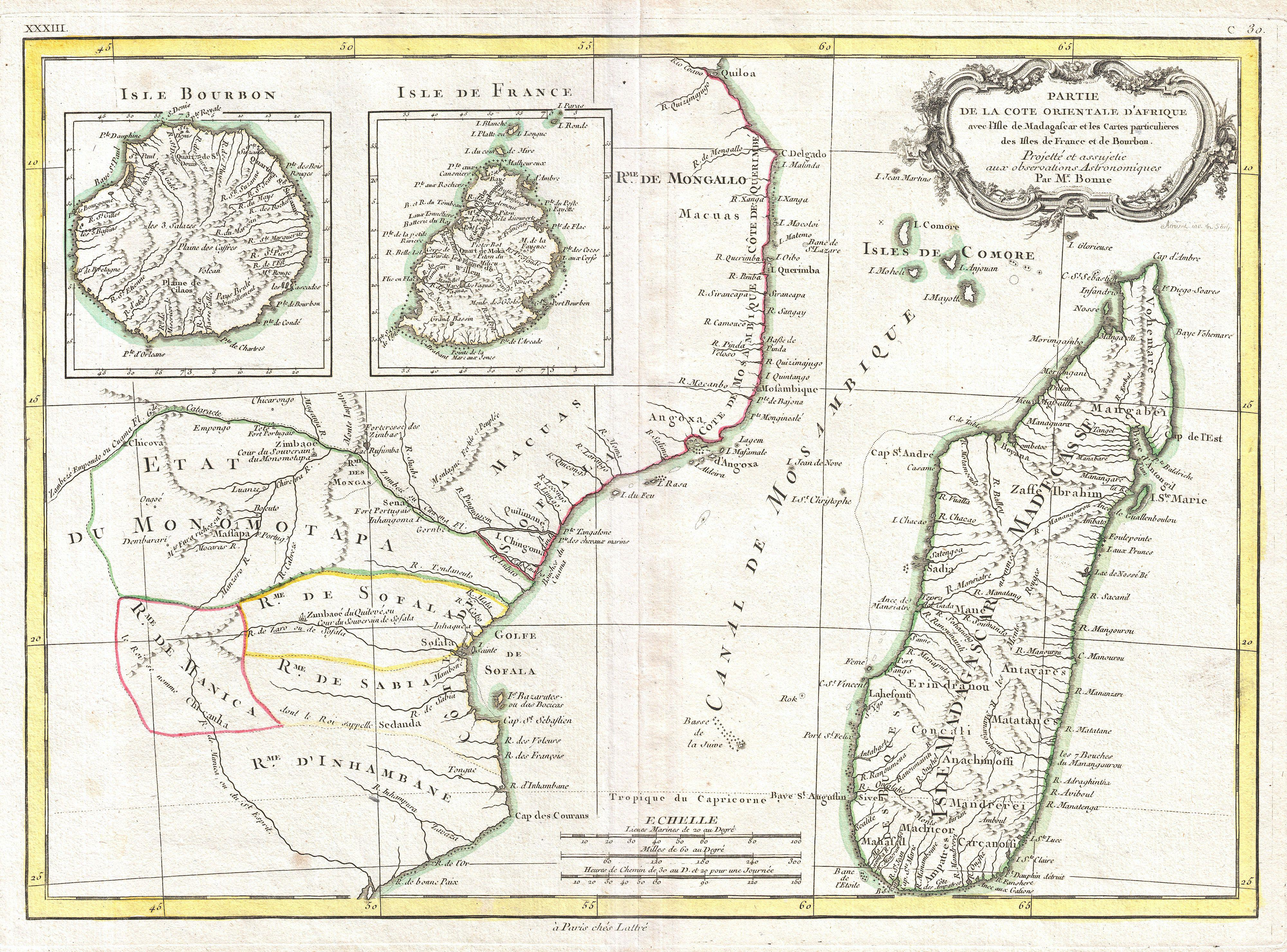
Мадагаскар у 1770 (французька мапа)

У лютому 1774 року Беньовський висадився з командою на Мадагаскарі (21 офіцер і 237 моряків). Не зустрівши серйозного опору, вони розпочали будівництво столиці острова — міста Луїбур. 1 жовтня 1776 року 62 старійшини місцевих племен обрали Беньовського «новим Ампансакабе», тобто верховним володарем Мадагаскару. Вплив нової колонії зростав. У порт все частіше заходили торгові кораблі. Це викликало заздрість колоніальної влади прилеглих островів — Маврикія і Реюньйона. У 1776 році помер Людовик XV. Допомога з Франції перестала надходити. У таборі Беньовського лютували тропічні хвороби; число європейців під його начальством скоротилося до 63-х. Це змусило Беньовського згорнути свою діяльність і повернутися до Парижа.
Всупереч очікуванням, у Франції барона зустріли з ще більшим інтересом, ніж раніше. Людовик XVI дарує йому титул графа, звання бригадного генерала, орден св. Людовика і велику грошову винагороду. Однак, оскільки очікуваних скарбів на Мадагаскарі не було виявлено, версальський кабінет вирішив покласти проект його подальшого освоєння під сукно.

### Американська революція
Коли в Європі розгорілася Війна за баварську спадщину, Беньовський знову взявся за зброю на стороні австрійської корони. Це цілком примирило його з віденським двором. Більш того, імператриця Марія Терезія дарувала йому титул графа. Повернувшись у спадковий замок, Беньовський пише мемуари і готує проект розвитку австрійської морської торгівлі в Далмації. Але в середині 1779 року Беньовський знову повертається до Франції. Під час перебування в Парижі граф захопився шахами і це допомогло йому зблизитися з американським посланником Бенджаміном Франкліном, який згодом брав активну участь у вихованні його дітей. Почувши про Американську війну за незалежність, шукач пригод їде в Америку, розраховуючи разом з Пулавським знову поборотися за ідеали свободи. Він виїхав до Америки з Гамбурга разом з трьома сотнями гусар, завербованими Франкліном. Але англійці затримали корабель і висадили добровольців в Портсмуті. Беньовському вдалося уникнути їх долі, але в Америці він опинився без грошей, зв'язків і рекомендаційних листів. Пулавського він зустрів вже смертельно пораненим. Хірург госпіталю засвідчив, що вони розмовляли про спільну боротьбу на полях вітчизни і її страждання. Після смерті Пулавського Беньовський повернувся в Європу, однак пробув там недовго і вже в 1781 році запропонував свої послуги особисто Джорджу Вашингтону. Проект Беньовського, рукописний варіант якого досі зберігається в архівах Держдепартаменту США, передбачав формування із завербованих в Європі людей «Американського легіону» чисельністю до кількох тисяч солдатів з кавалерією і артилерією. Конгрес не встиг затвердити проект, 19 жовтня 1781 англійські війська капітулювали.

### Повернення на Мадагаскар та смерть
Стурбований спорядженням експедиції на Мадагаскар, Беньовський спробував зацікавити своїм проєктом нового австрійського імператора Йосифа II, який висловив своє схвалення, але грошей не пообіцяв. У пошуках фінансування 1783-го Беньовський вирушив до Лондона. Йому вдалося залучити Жана-Гіацинта де Магеллана, вченого, члена Лондонського королівського наукового товариства, нащадка знаменитого мореплавця. Беньовський і Магеллан заснували торгову компанію. Щоб залучити до проєкту американських партнерів, шукач удачі 14 квітня 1784 роки виїхали до Балтімора, де остаточно оформився англо-американський консорціум.
25 жовтня 1785 року Беньовський на американському торговому судні «Лентрепід» вийшов в море. Під час тропічного шторму його корабель віднесло до берегів Бразилії, де знадобилося кілька тижнів на усунення пошкоджень. Нарешті досягнувши Мадагаскару, Беньовський переконав тубільців вигнати французьких представників з острова і заснував нову столицю — місто Мавританія, назвавши його власним ім'ям.
З Іль-де-Франса (Маврикій) було відправлено каральний загін капітана Ларшера. Зовсім випадково французи натрапили на таємну стежку, що вела до Мавританії з боку суші. Таким чином, вранці 23 травня 1786 загін Ларшера з тилу несподівано пішов на штурм Мавританії, під час якого «король» загинув від випадкової кулі на самому початку атаки. Похований Беньовський був на Мадагаскарі, поруч з двома російськими товаришами, разом з якими колись здійснив втечу з Камчатки.

## Спадок

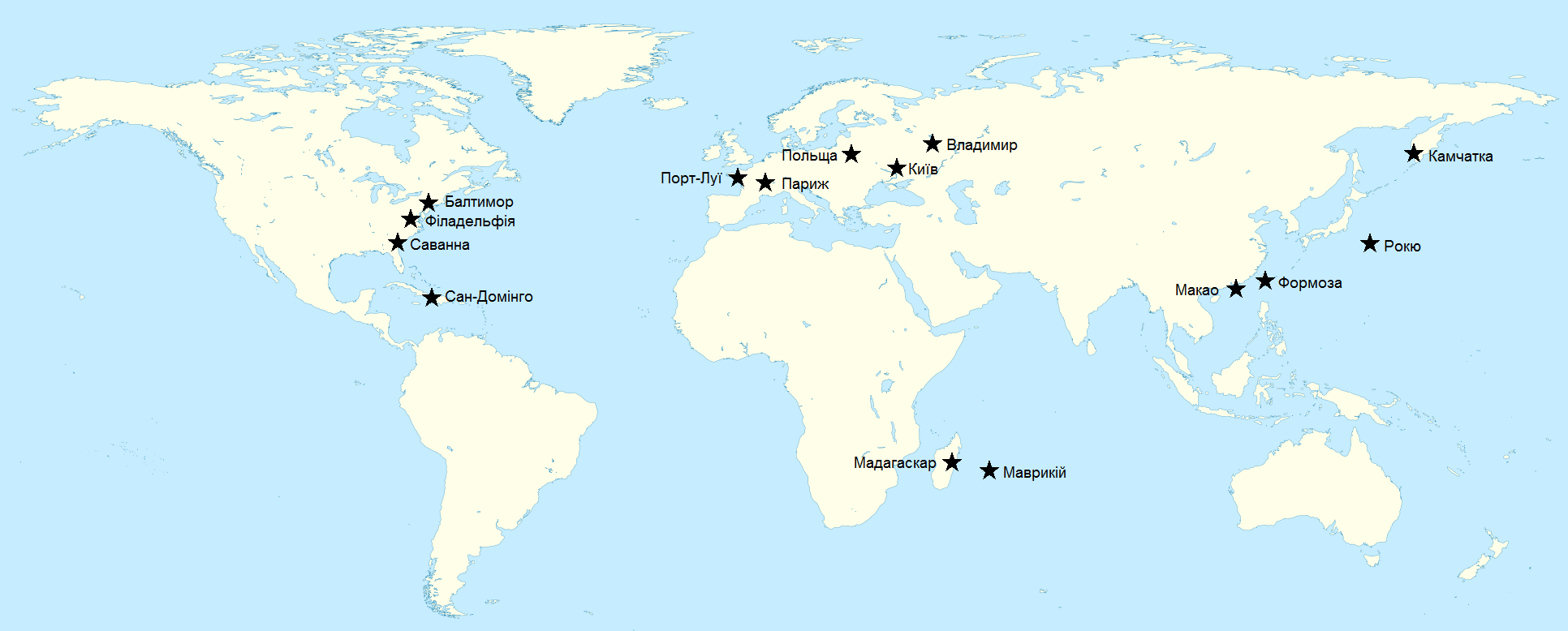
Головні пункти подорожей графа

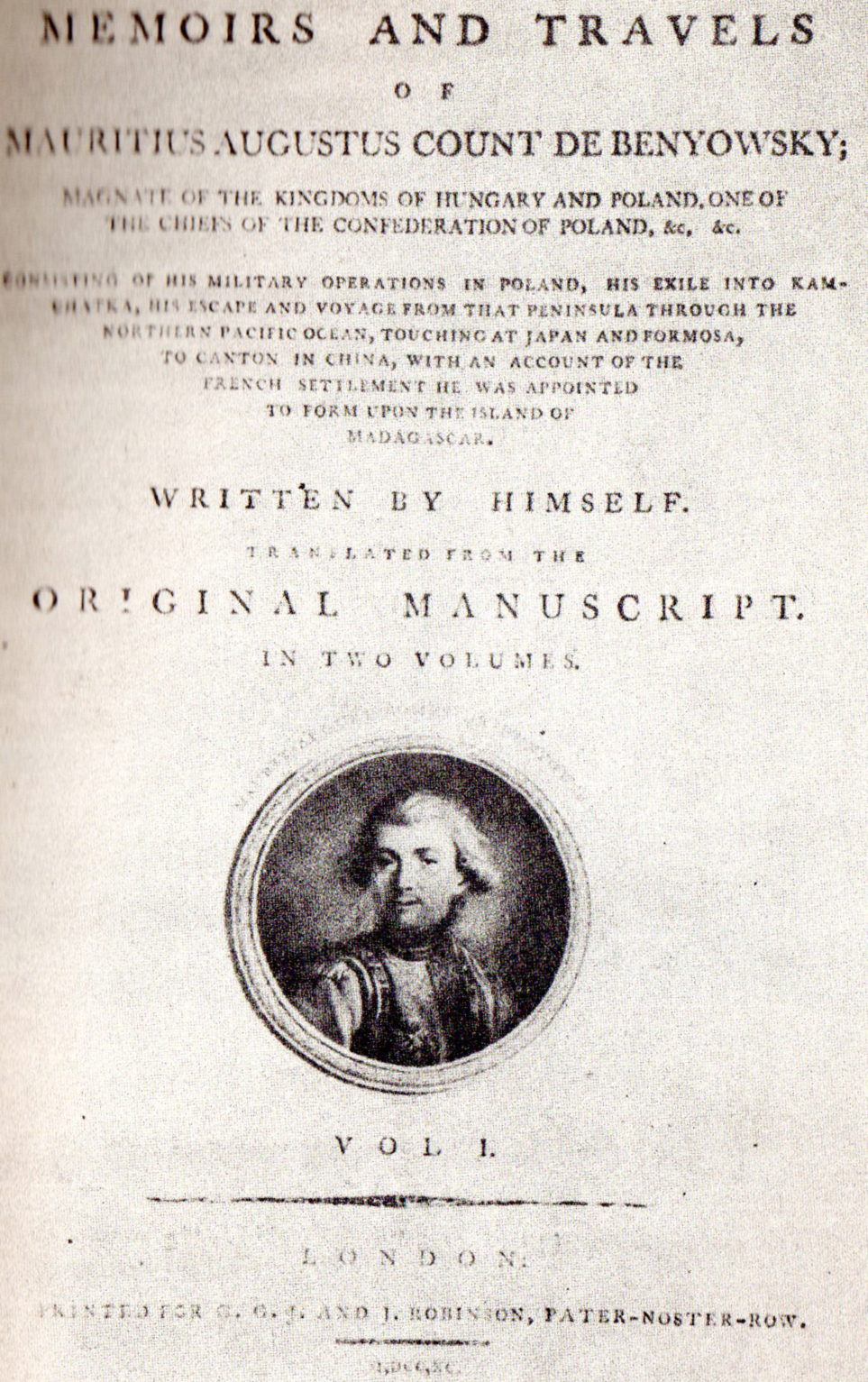
Мемуари Беньовського, 1790

Популярними були його мемуари, дещо підкореговані та перекладені  англійською мовою його товаришем Магелланом. Перше видання з'явилося у Лондоні 1790-го, за кілька місяців у Берліні надрукували німецьке видання. Протягом наступного року мемуари були перекладені на французьку, голландську і шведську, ще за пару років — на польську мову.
Книга мала шалений успіх, тож популярний драматург Август фон Коцебу написав на сюжет втечі з Камчатки трагікомедію «Граф Беньовський» (1798). Ця п'єса відома тим, що на її американській прем'єрі в 1814 році вперше пролунав гімн США. Хоча ще у 1800 році в Парижі давали оперу про пригоди Беньовського, більш відома заснована на тій же колізії романтична опера австрійця Франца Доплера. У 1826 році оперу про Беньовського написав англієць Хорн.
У 1928 році Микола Смирнов написав пригодницький роман «Держава Сонця», де Беньовський (під ім'ям Августа Беспойська) є одним з головних героїв. Основні події роману відбуваються на Камчатці, в Японії, Формозі, Франції та на острові Мадагаскар.
У Юліуша Словацького є поема під назвою «Беньовський». Одна з вулиць мадагаскарської столиці Антананаріву носить ім'я відомого словака.

### Скарби
Існує легенда про те, що Беньовський разом з однодумцями врятувався під час штурму французами Мавританії і почав нападати на французькі торгові судна в Індійському океані. Останньою здобиччю графа був французький галеас «Анжеблуа», на якому, за повідомленням губернатора французької колонії в Індії Маріуса де ла Гуельєра, знаходилося золота і діамантів на фантастичну суму — трохи менше п'ятнадцяти мільярдів франків. Після захоплення «Анжеблуа» Беньовський остаточно полишив Індійський океан і зник разом з колосальною здобиччю на 18 місяців. Але у 1787 році «Капітана Пратта» раптом зустрічають в околицях Сен-П'єра, адміністративного центру французької колонії Мікелон, розташованої біля берегів Ньюфаундленду в Північній Атлантиці. Беньовський намагається напасти на бриг «Шопрен», який щойно прибув з Франції і доставив для колоністів провізію та інші товари. Однак цього разу удача була не на боці колишнього мадагаскарського губернатора — гармати берегових фортів Сен-П'єра рознесли «Капітана Пратта» в пух і прах, а він сам і велика частина його команди гинуть в результаті вибуху порохових льохів. Але перед боєм в Галіфаксі через хворобу був залишений багаторічний супутник Беньовського Іван. Повернувшися до Росії і працюючи в Іноземній Колегії, до своєї смерті у 1799 році, він неодноразово намагався зацікавити царських чиновників, а також приватних підприємців і промисловців перспективами організації оснащеної морської експедиції до Лабрадору. З огляду на, що це недалеко від Нової Шотландії, де знаходиться острів Оук з його легендарною «Грошовою шахтою», та те, що в записках Івана Устюжанінова також фігурує прізвище англійського матроса Мак-Гінніса (прізвищ матроса, будинок якого стояв над Грошовою шахтою), народилася гіпотеза про те, що таємнича гідротехнічна споруда на острові Оук була споруджена саме для приховування скарбів Беньовського.